# Edificio João Paz Moreira
El Edificio João Paz Moreira es un edificio histórico ubicado en el centro histórico de la ciudad de Porto Alegre, Brasil. Fue declarado patrimonio histórico de la ciudad en el año 2000.
El edificio se ubica en la esquina de la rúa Dr. Flores con la rúa General Vitorino. y fue mandado a construir por João Paz Moreira en 1926 al arquitecto Theo Wiederspahn siendo ejecutado por el ingeniero Heinrich Josef Wierdesphan Jr. La primera etapa fue terminada en 1928 y la segunda en 1930 para ser residencia de esa familia.